# ペタビット
ペタビット (petabit) はデータの量の単位の一つで、Pビット (Pbit)、あるいは Pb とも略記される（"P" は大文字、"b" は小文字）。
1 ペタビットは 1015 = 1,000,000,000,000,000 ビットである。
SI接頭語でなく2進接頭辞の場合である250についてはペビビットを参照。